# Мала Скіфія

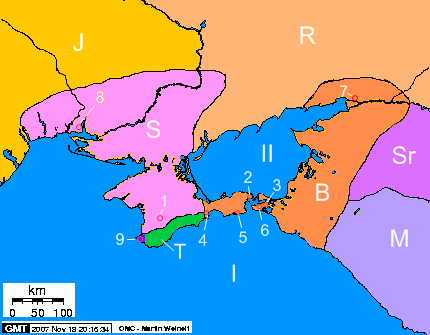
Північне Причорномор'я у II ст. до н. е.
Мала Скіфія в Криму і Нижньому Подніпров'ї
Боспорське царство
Язиги
Роксолани
Сіраки
Меоти
Таври

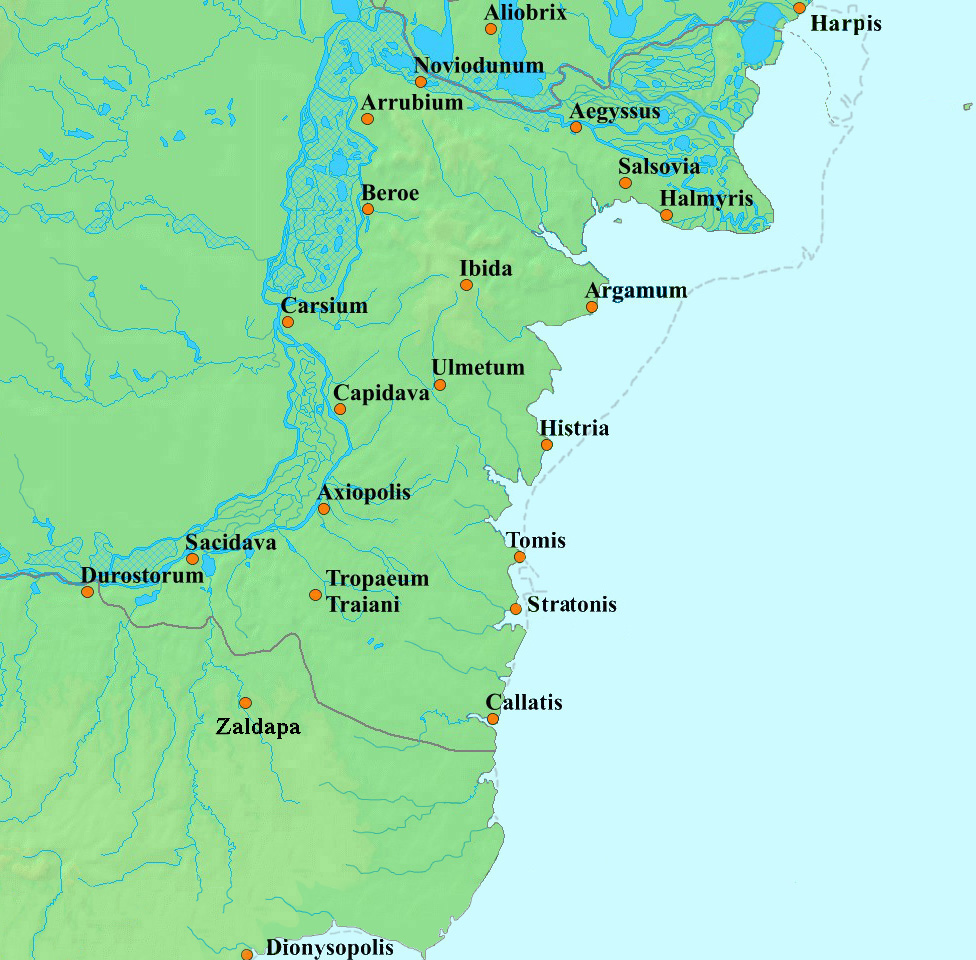
Мала Скіфія на Добруджі

Мала Скіфія на Добруджі

Мала́ Скі́фія або Мала́ Ски́тія ( Μικρὰ Σκυθία), (лат. Scythia Minor), — назва двох пізньоскіфських державних утворень ІІІ — II ст. до н. е. одне у Тавриці (Тавроскіфія), інше у Добруджі. Пізніше назва римської провінції, яка відносилась до діоцезу Фракія

## Мала Скіфія у Добруджі
Вперше Скіфію у Добруджі згадано у істрійському декреті Агафоклу (грец. "Σκυθίαν" IScM I, 15 [Архівовано 23 жовтня 2013 у Wayback Machine.]), який датовано межею III-ІІ ст.ст. до н. е. чи самим поч. II ст. до н. е.
Про те, що тут продовжувало залишатися якесь скіфське населення, ймовірно, дуже нечисленне, свідчить і те, що вже в середині III ст. до н.е. у Томі і Діонісополі живуть скіфи, що займаються землеробством і мають свої міста (Пліній, IV, 44). Причому поширення скіфських комплексів атеївського періоду і зафіксовані древніми авторами кордони проживання скіфів у III  ст. до н.е. практично збігаються. Відстоюючи безперервність проживання тут скіфів, слід зазначити, що з 313 до 281 р. до н.е., року смерті Лісімаха, переходи їх через Дунай були дуже скрутні. Справа в тому, що Лісімах  здійснював в Добруджі досить жорстку політику контролю шляхом введення в західнопонтійські міста своїх гарнізонів, спорудження укріплень і припинення всякого роду антимакедонських виступів (. Більше того, він намагався навіть поширити свою владу і на лівобережжі Дунаю, де зазнав невдачі в боротьбі з Дроміхетом (Страбон, VII, 3, 8; VII, 3, 14; 138, с. 237, 238; 155, с. 192-193).
Після смерті Лісімаха населення Західного Причорномор'я здобуло Незалежність і відразу почало поновлюватися, мабуть, переходи скіфів на правий берег Дунаю. Однак на північному заході Добруджі вже з початку III ст. до н.е. виникають військово-політичні об'єднання гетів спочатку під проводом Москіна, потім Залмодегіка, утруднювали вільні переміщення скіфів. 
У цьому зв'язку, мабуть, треба розглядати вказівку Страбона, що «фракійці поступалися їм землею, почасти відповідаючи силою» (VII, 4, 5); тобто  можливо допустити організацію подібним об'єднанням опору скіфам які переправлялися. Сумнівно те, що силами скіфів які тільки з'явилися в Добруджі, просуванню яких всіляко заважали фракійці, можна було за якихось 20-30 років, що минули після смерті Лісімаха, поширити свій вплив на досить великій території від Тома до Діонісополя і звести тут ряд міст. Посильну участь в цьому, мабуть, брало і проживали тут раніше скіфське населення.
З остаточним зникненням скіфської культури в степовій частині Північного Причорномор'я в першій половині III ст. до н.е., потік скіфів-переселенців остаточно вичерпується, а до кінця сторіччя на лівобережжі Дунаю з'являються нові войовничі етнічні угрупування. З середини III ст. до н.е. скіфи остаточно концентруються в Добруджі. З цього часу їх зв'язку з Північним Причорномор'ям стають вельми епізодичними і фіксуються в основному по нумізматичним знахідкам і набагато рідше - археологічним.

## Етапи пересування скіфів на правобережжя Дунаю та їх зв'язки з фракійцями
I етап - перша чверть V ст. до н.е. - похід скіфів до Херсонеса Фракійського. Маркується кам'яними статуями і випадковими знахідками скіфських речей. Розгромних наслідків для автохтонного населення не простежується.
Причина скіфського рейду на фракійські землі, криється в агресивній експансіоністській політиці скіфів, характерної для I стадії кочування, яка синхронна часу остаточного освоєння скіфами степів Північного Причорномор'я. Подібне вторгнення було можливо в умовах роз'єднаності гетських племен і ослаблення їх внаслідок походу Дарія I. Завершується даний етап з встановленням меж царства одрисів за течією Дунаю, укладенням шлюбу Аріапейта з дочкою Тереса та протекторатом скіфів з правобережжя Дунаю.
II етап - друга чверть - кінець V ст. до н.е . - стабільні політичні відносини між правителями одрисів і скіфів, мирне врегулювання прикордонних конфліктів (переговори Ситалка і Октамасада у зв'язку з втечею Скіла у Фракію).
До кінця цього етапу або до початку наступного відноситься згадка в трагедії Еврипіда "Орест"  про запеклий бій скіфів і фракійців і перемозі останніх.
III етап - кінець V - рубіж IV - III ст. до н.е . - відновлення скіфських вторгнень в Добруджу. Маркується скіфськими похованнями і знахідками скіфської кераміки на гетських поселеннях в прибережній частині регіону. Можливо осідання частини прибульців і змішання з автохтонним населенням.
Причини нового етапу вторгнень: а)необхідность захоплення нових земель, викликана зростанням народонаселення Скіфії, жорстке розмежуванням промислових територій і екстенсивний спосіб ведення господарства; б) спроби встановлення контактів з грецькими містами Західного Понту й фракійским населенням.
Судячи з усіх видів джерел: письмових, археологічних, епіграфічних, нумізматичних, - вторгнення скіфів ніколи не приводили до масової загибелі автохтонних культур, більш того, скіфи ніколи не становили більшості населення в Добруджі, і пліч-о-пліч з ними, а то і змішано, проживало місцеве фракійське населення, що мало свою традиційну культуру.
Край скромному скіфському пануванню на західних берегах Чорного моря міг покласти цар Понта Мітрідат Євпатор, котрий готувався до грандіозної війни з Римом. Коли за часів мітрідатових війн (а саме у 73 р. до н.е.) до розташованих там еллінських міст увійшли римські легіони, про їх покровителів, задунайських скіфів, ніхто й не згадав. Згодом скіфи були остаточно асимільовані іншими етносами.
Територія Скіфського царства значною не була і за одними думками вона була обмежена Дунаєм з пн. та зах., зі сх. - Понтом, на пд. - р. Батова, за іншими територія Скіфії була значно менше — вузька (50-60 км) смуга вздовж хори полісів від Одессоса на пд. до Том на півночі.

## Династи та представники династії Малої (Добруджийської) Скіфії (друга пол. IIIст. до н.е.— І ст. до н.е.)

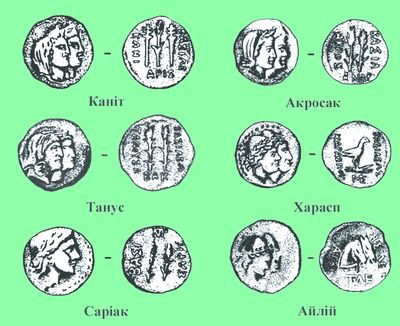
Монети царів Добруджської Скіфії.

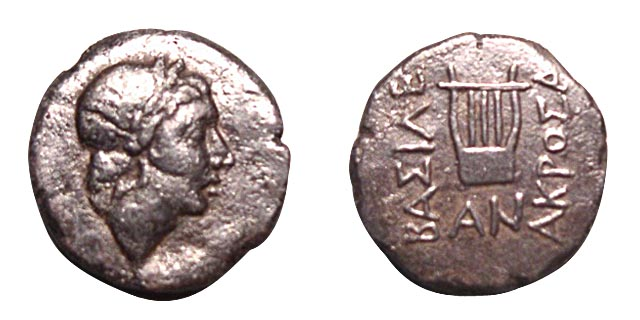
Дихалк з Ольвіополісу з легендою АКРОΣΑ. Одеський Музей Нумізматики

Ще за часів царя Атея еллінський Каллатіс карбував монети із зображенням свого скіфського патрона. Ця традиція була продовжена у роки розквіту задунайської Скіфії. Власне, саме завдяки цим монетам і стали відомі імена шести скіфських правителів: Тануса, Акроса, Каніта, Саріак, Хараспа, Айлій. Цікаво, що монети цих царів свого часу було знайдено у святилищі Ахілла Понтарха на острові Зміїному.
Серед вчених тривають нескінченні суперечки стосовно генеалогії та династичних стосунків цих царів, а
також особливостей їх зовнішньої політики. Більшість визнає царя Каніта за родоначальника династії, потім ідуть Саріак і Акросак. Час правління їх оцінюють в середньому років по 50, що свідчить про повну політичну стабільність. На царях Хараспі та Айлії, які правили чи то наприкінці II, чи на самому початку I ст. до н. е. карбування монет скіфських царів у цьому регіоні закінчується. 
З епіграфічних та нумізматичних джерел відомі імена наступних династів добруджийської Скіфії:
Тануса (грец. ΤΑΝΟΥΣΑ (порівн. грец. Τανυσάλου, Τανυοξάρκης, Ταναοξάρκης)) — скіфський династ (~218 — ~210) відомий з нумізматичних джерел.
Каніта (грец. Κανιται / ΚΑΝΙΤΟΥ) — скіфський династ поч. II ст. до н. е. (~210 — ~195), відомий з нумізматичних (монети Одесса) та епіграфічних джерел (IGBulg I² 41 грец. "...βασιλεῖ Σκυθῶν Κανιται..."). Гіпотетично, спільник Антіоха III.
Акроса (грец. ΑΚΡΟΣΑ) — скіфський династ (~195 — ~190), відомий з нумізматичних джерел.
Хараспа (грец. ΧΑΡΑΣΠΟΥ) — скіфський династ (~190 — ~188), відомий з нумізматичних джерел.
Айлій (грец. ΑΙΛΙΟΣ) — скіфський династ (~188 — ~180), відомий з нумізматичних джерел.
Саріак (грец. Σαριακος / ΣΑΡΙΑ) (у подіях 179 р. до н. е.) — скіфський династ (~180 — ~168/7), відомий з нумізматичних джерел та епіграфіки (IGBulg V 5003 грец. "...βασιλέως Σαριακου...").
Лелій (грец. ΛΕΛΗΑ / ΛΕΛΙ[...]ΑΣ) — гіпотетично скіфський династ Добруджі, ім'я якого відновлюється з легенд на монетах.